# Haninsaaret
Haninsaaret är en ö i Finland. Den ligger i sjön Suurijärvi och i kommunen Heinävesi i den ekonomiska regionen  Nyslotts ekonomiska region  och landskapet Södra Savolax, i den sydöstra delen av landet, 300 km nordost om huvudstaden Helsingfors. Öns area är 0,9 hektar och dess största längd är 140 meter i sydöst-nordvästlig riktning.  Notera att namnet antyder att det är fråga om flera öar.